# Liste von Peilgeräten gemäß den Kennblättern fremden Geräts D 50/13

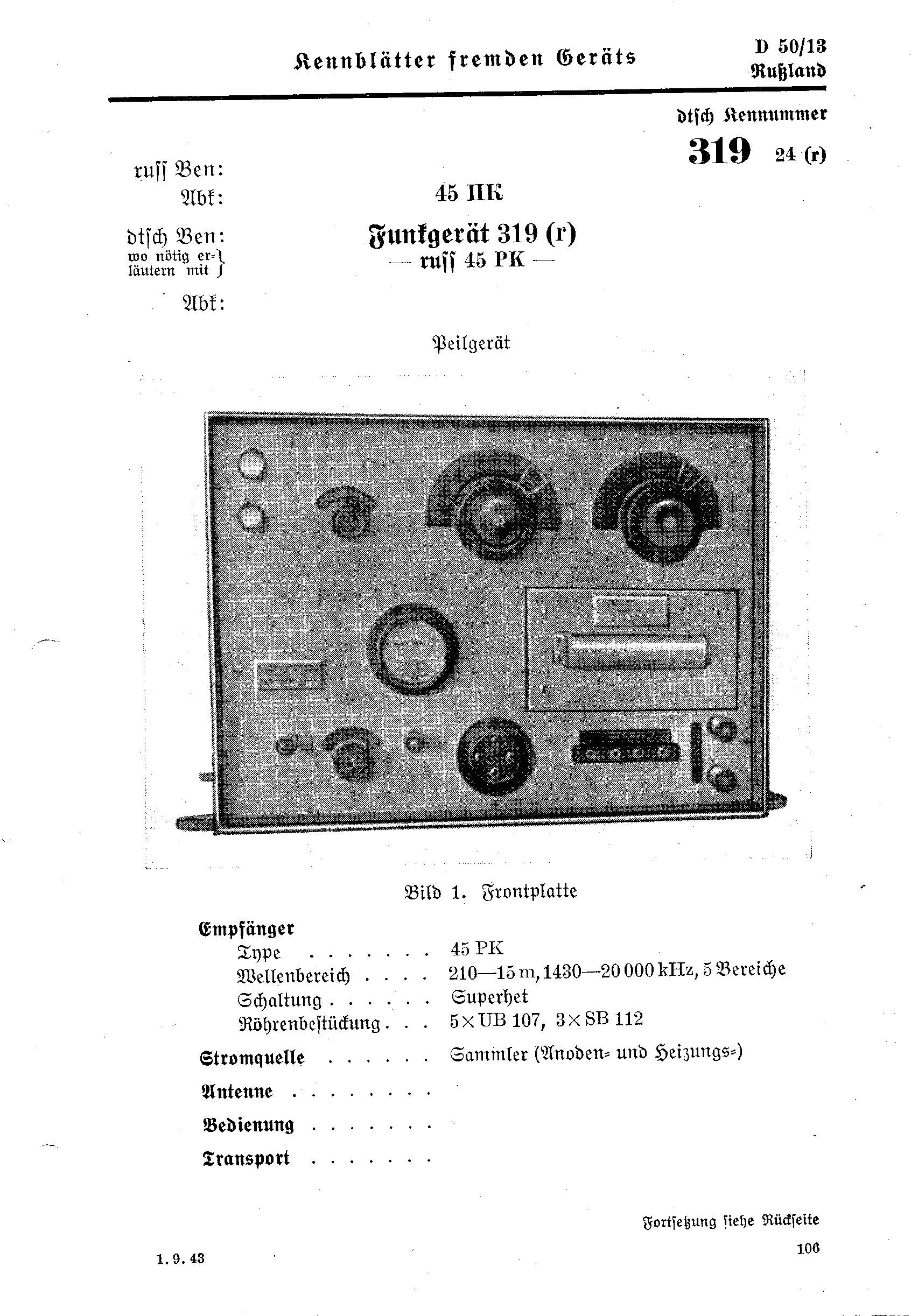
Kennblattbeispiel zu
D 50/13 Nr 319 24 (r)

In dieser Liste von Peilgeräten gemäß den Kennblättern fremden Geräts D 50/13 werden Horch-, Lausch- und Peilgeräte aufgeführt, die vom Heereswaffenamt verzeichnet wurden.
Nachfolgend ein Überblick/Auszug zur offiziellen Dokumentation Kennblätter fremden Geräts D 50/13: Nachrichtengerät.

## Hinweise zur Liste
Aufbau der Tabelle
Untenstehende Tabelle führt folgenden Spalteninhalte:
- dtsch. Kennnr. (deutsche Kenn-Nummer), dies entspricht dem Originalindex in den Kopfzeilen der Kennblätter mit Kennnummer, Stoffgebietenummer und Beutezeichen.
- Abk. dtsch. Ben. (Abkürzung deutsche Benennung), Originalbezeichnung entnommen aus der fünften Zeile der Kennblätter.
- Landesbez. nach HWA (Heereswaffenamt), Originalangaben entnommen aus der ersten Zeile der Kennblätter.
- Bild, eine Bildauswahl aus Wikipedia für dieses Objekt.
- Bemerkungen, Hier werden Links zu bereits existierenden Wikipedia-Artikeln eingetragen.

 Info: Die in der Tabelle angegebenen Originaleinträge sollen nicht geändert werden, weil diese den Angaben aus den Kennblättern entsprechen. Nach neuerem Forschungsstand sind teilweise Errata in den Kennblättern erkannt worden. Diese werden unten im Abschnitt Anmerkungen jeweils zur Kenn-Nummer erläutert. Die Wikilinks in den runden Klammern sollten das Lemma der entsprechenden Artikel in Wikipedia enthalten.
| dtsch. Kennr. | Abk. dtsch. Ben.    | Landesbez.nach HWA (Wikipedia-Artikel) | Bild         | Bemerkungen                                                                               |
| ------------- | ------------------- | -------------------------------------- | ------------ | ----------------------------------------------------------------------------------------- |
| 305 24 (f)    | Lausch-Ger. 330 (f) | in D 50/13 keine Angabe                |              | Lauschgerät                                                                               |
| 314 24 (r)    | Fu. Ger. 314 (r)    | 45 ПAK (45 PAK)                        | Bilderwunsch | Horch- und Peilgerät Wellenbereich: 12–30000 kHz                                          |
| 319 24 (r)    | Fu. Ger. 319 (r)    | 45 ПK (45 PK)                          |              | Horch- und Peilgerät Wellenbereich: 1430–20000 kHz                                        |
| 320 24 (r)    | Fu. Ger. 319 (r)    | 45 ПK 1 (45 PK 1)                      |              | Horch- und Peilgerät Wellenbereich: 1430–20000 kHz Weiterentwicklung des Fu. Ger. 319 (r) |
| 324 24 (r)    | Fu. Ger. 324 (r)    | 45 ПC (45 PS)                          |              | Peilgerät Wellenbereich: 1430–20000 kHz                                                   |
| 325 24 (f)    | Peiler 325 (f)      | O L                                    | Bilderwunsch | Peilgerät                                                                                 |
| 326 24 (f)    | Peiler 326 (f)      | O C                                    | Bilderwunsch | Peilgerät                                                                                 |
| 327 24 (r)    | Fu. Ger. 327 (r)    | 51 ПA (51 PA)                          |              | Horch- und Peilgerät Wellenbereich: 75–1070 kHz                                           |
| 327 24 (s)    | Peiler 327 (s)      | in D 50/13 keine Angabe                | Bilderwunsch | Peilgerät                                                                                 |
| 328 24 (r)    | Fu. Ger. 328 (r)    | 51 ПA 1 (51 PA 1)                      |              | Horch- und Peilgerät Wellenbereich: 75–1070 kHz Weiterentwicklung des Fu. Ger. 327 (r)    |
| 334 24 (r)    | Fu. Ger. 334 (r)    | 55 AK 3 (55 AK 3)                      |              | UKW-Horch- und Peilgerät                                                                  |
| 336 24 (r)    | Fu. Ger. 336 (r)    | 55 ПK (55 PK)                          |              | Horch- und Peilgerät Wellenbereich: 3000–20000 kHz Reichweite: 30–1000 km                 |
| 337 24 (r)    | Fu. Ger. 337 (r)    | 55 ПK 2 (55 PK 2)                      |              | Horch- und Peilgerät Wellenbereich: 3000–20000 kHz Weiterentwicklung des Fu. Ger. 336 (r) |
| 339 24 (r)    | Fu. Ger. 339 (r)    | 55 ПK 3 A (55 PK 3 A)                  |              | Horch- und Peilgerät Wellenbereich: 1700–15000 kHz Reichweite: 25–500 km                  |